# Streptolabis
Streptolabis is een kevergeslacht uit de familie van de boktorren (Cerambycidae). De wetenschappelijke naam van het geslacht werd voor het eerst geldig gepubliceerd in 1867 door Bates.

## Soorten
Streptolabis is monotypisch en omvat slechts de volgende soort:
- Streptolabis hispoides Bates, 1867